# ニドウイルス目
ニドウイルス目 (Nidovirales) とは脊椎動物を宿主とするウイルスの分類における1目。2019年のICTVの分類では、ピソニウイルス綱 (Pisoniviricetes) に属し、アルニドウイルス亜目、コルニドウイルス亜目、メスニドウイルス亜目、モニドウイルス亜目、ナニドウイルス亜目、ロニドウイルス亜目
、トルニドウイルス亜目の8亜目、14科、25亜科、39属、65亜属、109種を含む。
科の中にはコロナウイルス科、アルテリウイルス科、メゾニウイルス科、ロニウイルス科 などが含まれる。

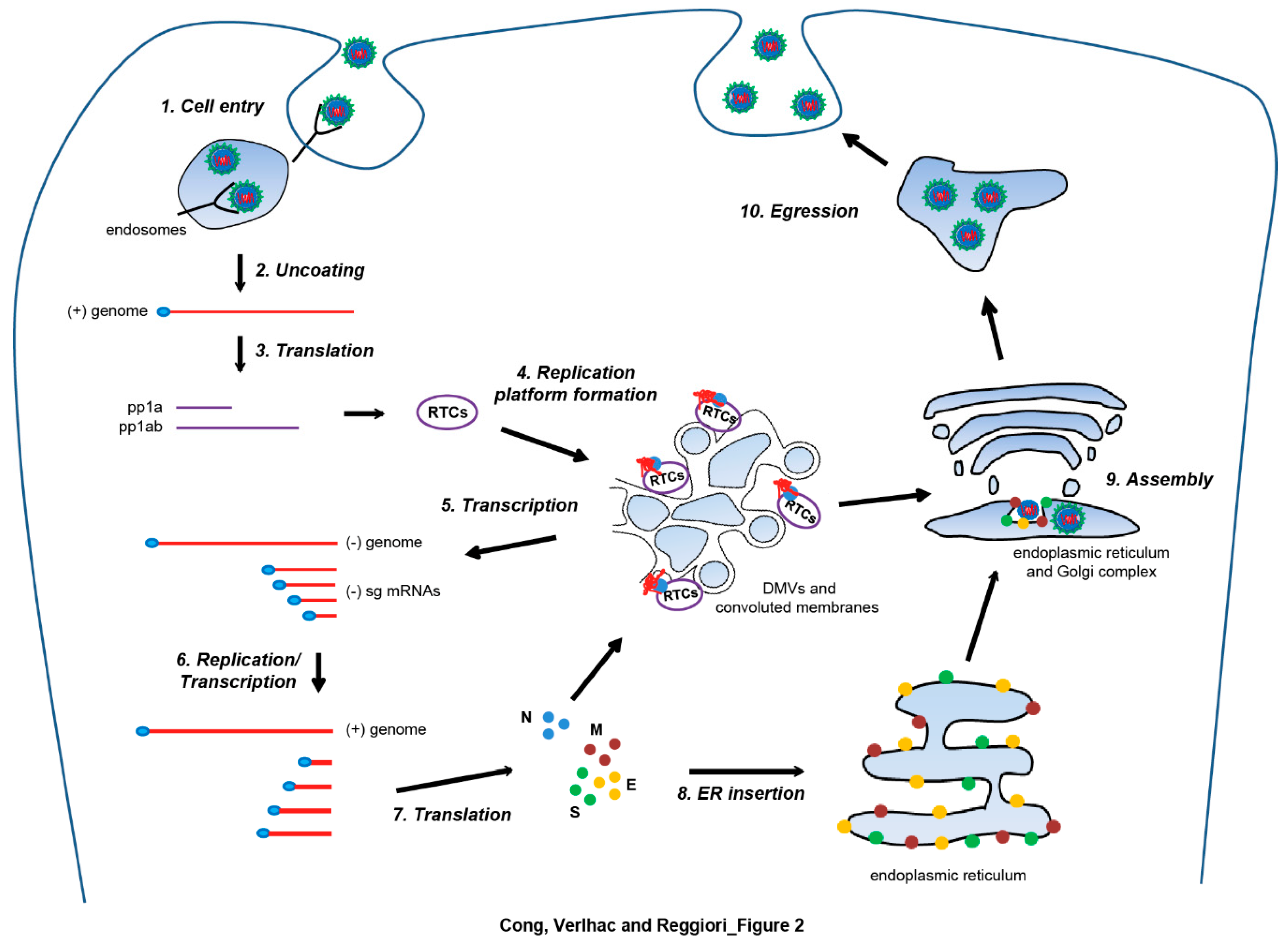
ニドウイルスの生活環

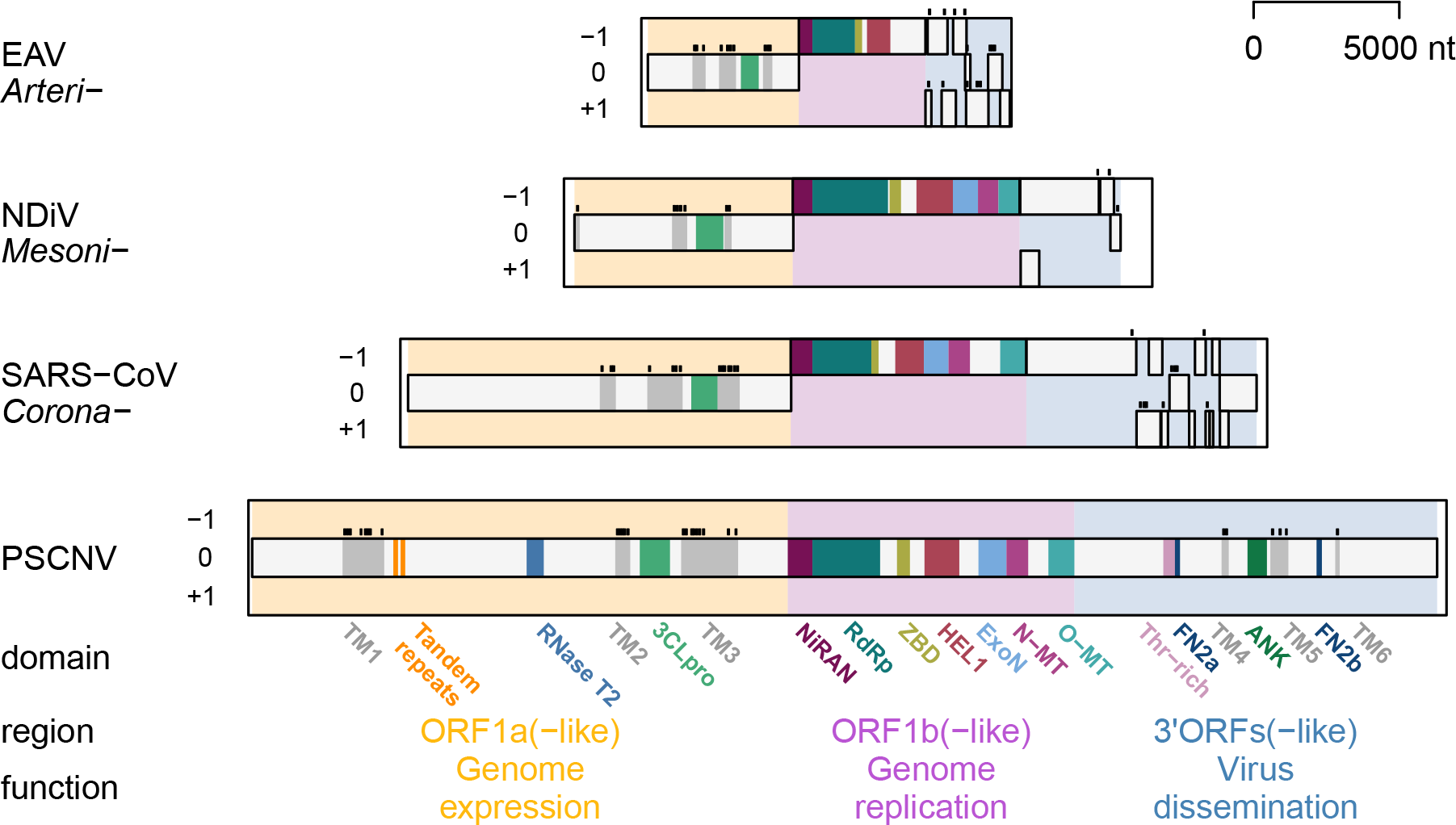
ニドウイルスファミリーのゲノムとプロテオームの比較

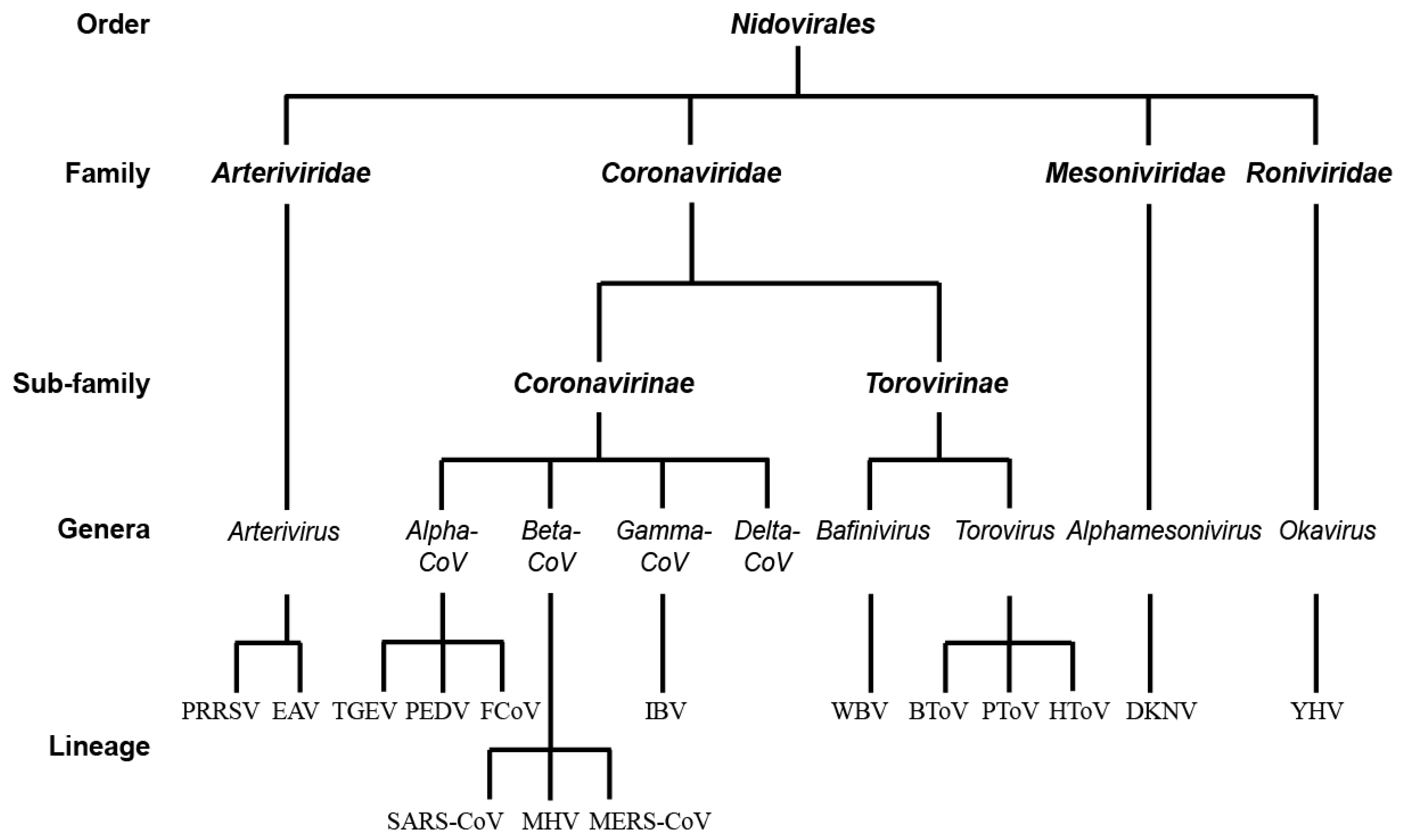
ニドウイルス目の系統樹

ニドウイルス目のウイルスは1本鎖+RNAをゲノムとして持つ。ニドウイルス目には既知のウイルスの中で最も長い非分節RNAゲノムを持つウイルスが属している。そのウイルスはマウス肝炎ウイルス (MHV) であり、31.5kbのゲノムを持つ。

## 分類

### アブニドウイルス亜目
- Abnidovirineae（アブニドウイルス亜目）
  - Abyssoviridae（アビソウイルス科）

### アルニドウイルス亜目
- Arnidovirineae（アルニドウイルス亜目）
  - Arteriviridae（アルテリウイルス科）
  - Cremegaviridae（クレメガウイルス科）
  - Gresnaviridae（グレスナウイルス科）
  - Olifoviridae（オリフォウイルス科）

### コルニドウイルス亜目
- Cornidovirineae（コルニドウイルス亜目）
  - Coronaviridae（コロナウイルス科）

### メスニドウイルス亜目
- Mesnidovirineae（メスニドウイルス亜目）
  - Medioniviridae（メディオニウイルス科）
  - Mesoniviridae（メソニウイルス科）

### モニドウイルス亜目
- Monidovirineae（モニドウイルス亜目）
  - Mononiviridae（モノニウイルス科）

### ナニドウイルス亜目
- Nanidovirineae（ナニドウイルス亜目）
  - Nanghoshaviridae（ナンゴシャウイルス科）
  - Nanhypoviridae（ナンハイポウイルス科）

### ロニドウイルス亜目
- Ronidovirineae（ロニドウイルス亜目）
  - Euroniviridae（ユーロニウイルス科）
  - Roniviridae（ロニウイルス科）

### トルニドウイルス亜目
- Tornidovirineae（トルニドウイルス亜目）
  - Tobaniviridae（トバニウイルス科）
    - Piscanivirinae（ピスカニウイルス亜科）
    - Serpentovirinae（セルペントウイルス亜科）
    - Torovirinae（トロウイルス亜科）
      - Torovirus（トロウイルス属）